# Tinodes dentatus
Tinodes dentatus är en nattsländeart som beskrevs av Navás 1934. Tinodes dentatus ingår i släktet Tinodes och familjen tunnelnattsländor. Inga underarter finns listade i Catalogue of Life.